# Candida auris
Candida auris Satoh & Makimura – gatunek grzybów z klasy Saccharomycetes, zaliczany do drożdży. Grzyb chorobotwórczy wywołujący groźne choroby ludzi.

## Systematyka i nazewnictwo
Pozycja w klasyfikacji według Index Fungorum:
Candida, Incertae sedis, Saccharomycetales, Saccharomycetidae, Saccharomycetes, Ascomycota, Fungi.
Po raz pierwszy wyizolowali go w 2009 r. Kazuo Satoh i Koichi Makimura w Japonii z wydzieliny z ucha u ludzi.

## Morfologia i genetyka
Rośnie w formie drożdżowej. Na podłożu hodowlanym tworzy gładkie, błyszczące, białoszare, lepkie kolonie zbudowane z elipsoidalnych komórek.
Genom C. auris ma 12,3–12,5 miliona par zasad, w tym par glutamina – cytozyna 44,5–44,8%. Koduje kilka genów rodziny transporterów ABC, co pomaga wyjaśnić jego wielolekooporność. Koduje także rodziny genów związanych z wirulencją, takie jak lipazy, transportery oligopeptydów, transferazy mannozylowe i czynniki transkrypcyjne, które ułatwiają kolonizację, inwazję i pozyskiwanie żelaza. Innym czynnikiem przyczyniającym się do oporności na środki przeciwgrzybicze jest obecność zestawu genów, o których wiadomo, że biorą udział w tworzeniu biofilmu.

## Chorobotwórczość
Patogen ten został po raz pierwszy wykryty u chorej kobiety w szpitalu w Japonii, ale w 2011 roku pojawiły się kolejne przypadki zakażenia tym grzybem w Korei Południowej, później rozprzestrzenił się po Azji i Europie, w 2013 r. pojawił się w USA. Odnotowano również przypadki choroby wywołanej tym patogenem w Polsce, do 2019 r. tylko pojedyncze, ale ilość infekcji tym patogenem na świecie stale rośnie.
Candida auris, podobnie jaki inne gatunki z rodzaju Candida, wywołuje chorobę zwaną kandydozą. Objawami chorobami wywołanymi przez C. auris są: gorączka, ból gardła lub ucha, po kilku dniach mogą pojawić się dodatkowe objawy: ból podczas oddawania moczu, zapalenie płuc, pieczenie lub świąd miejsc intymnych, zmatowienie płytki paznokcia lub zapalenie opon mózgowo-rdzeniowych. Choroba leczona jest antybiotykami, jednak C. auris jest bardzo odporny na dostępne leki, z tego powodu stanowi on poważny problem medyczny. Zakażenie nim może spowodować poważne powikłania zdrowotne, a nawet śmierć. Według prac opublikowanych w latach 2011–2016 śmiertelność osób chorych na zakażenie krwi C. auris wynosiła od 30 do 60%, ale wiele z tych osób cierpiało na inne poważne choroby współistniejące, które zwiększały ryzyko śmierci.
Szczepy C. auris są filogenetycznie spokrewnione z gatunkami Candida krusei, Candida lusitaniae, Candida haemulonii, które charakteryzują się naturalną lub nabytą opornością na flukonazol i/lub amfoterycynę B. Niektóre szczepy C. auris wykazują jeszcze większą od nich odporność na te leki. W warunkach in vitro ponad 90% izolatów C. auris jest opornych na flukonazol, a od 3 do 73% izolatów na worykonazol, jednak większość izolatów jest wrażliwa na echinokandyny.
Najbardziej zagrożeni są pacjenci poddawani długotrwałej hospitalizacji, zwłaszcza na oddziałach zabiegowych i intensywnej terapii. Potencjalne źródła infekcji stanowią łóżka szpitalne, ciśnieniomierze, termometry i inny sprzęt wielokrotnego użytku, patogen ten bowiem może przetrwać na różnych powierzchniach nawet kilka tygodni. Z tego powodu higiena w placówkach medycznych jest najważniejszym elementem przeciwdziałania rozprzestrzeniania się tego grzyba.